# Liliový rybník (Velký Šenov)
Liliový rybník je název nevelkého rybníka na zalesněném kopci asi 500 m západně od Černého rybníka v místní části Velkého Šenova zvané Leopoldka. 
V minulosti byl tento rybník s blízkým okolím známým výletním místem. Pramenem je kamenná studánka a pod ní je rybník, u kterého stával výletní hostinec Waldidylle Lilienteich (Lesní idyla Liliový rybník). Liliový rybník stéká potůčkem do Vilémovského potoka, který pokračuje pod hrází  Černého rybníka. Toto místo je po roce 1945  v mapách označováno jako Liliové údolí.

## Historie
Známé výletní středisko nazývané Lilienteich (Liliový rybník) nebo Waldidylle (Lesní idyla) bylo založeno na počátku 20. století. Jeho zakladatelem se stal Josef Strobach (1870–1947), syn a dědic Franze Strobacha (1837–1919), zakladatele šenovských tiskáren Franz Strobach und Sohn. Výletní místo bylo hojně navštěvované až do druhé světové války, a to jak místními, tak i turisty ze vzdálenějších míst. Lilienteich nabízel kromě hostince také plavbu na lodičkách, lyžování či kuželkářskou dráhu. Konaly se zde koncerty místních i přespolních hudebníků a slavnosti velkošenovských spolků. Do roku 1945 vedli hostinec manželé Pettersovi.
Po skončení druhé světové války byl výletní areál konfiskován a stalo se z něj podnikové rekreační středisko. Restaurační budova kvůli zanedbané údržbě byla stržena na konci 20. století. Dříve sem vedla odbočka ze zelené turistické trasy, dnes místem žádná trasa neprochází.

## Galerie

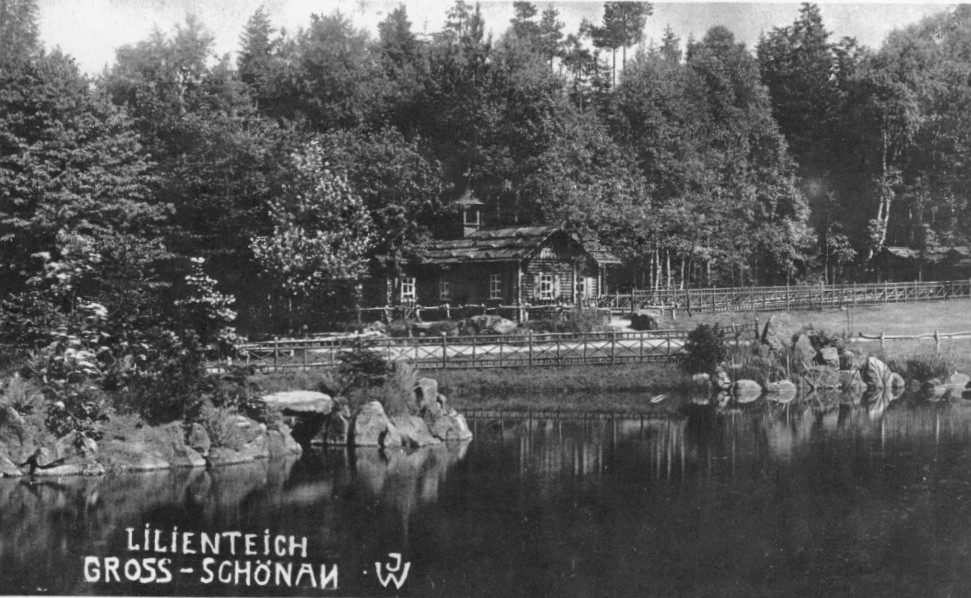
Lilienteich na dobovém snímku (30. léta 20. století)
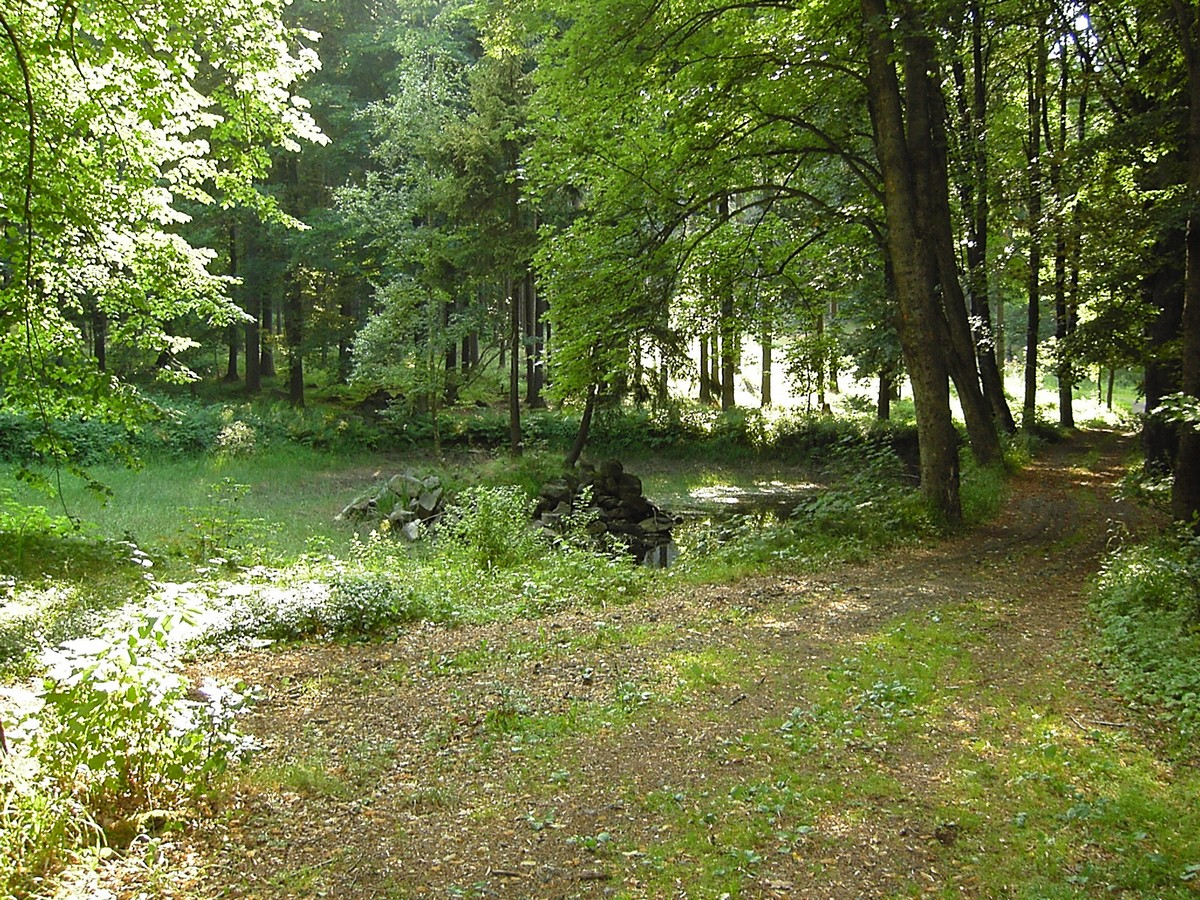
Liliový rybník (2006)
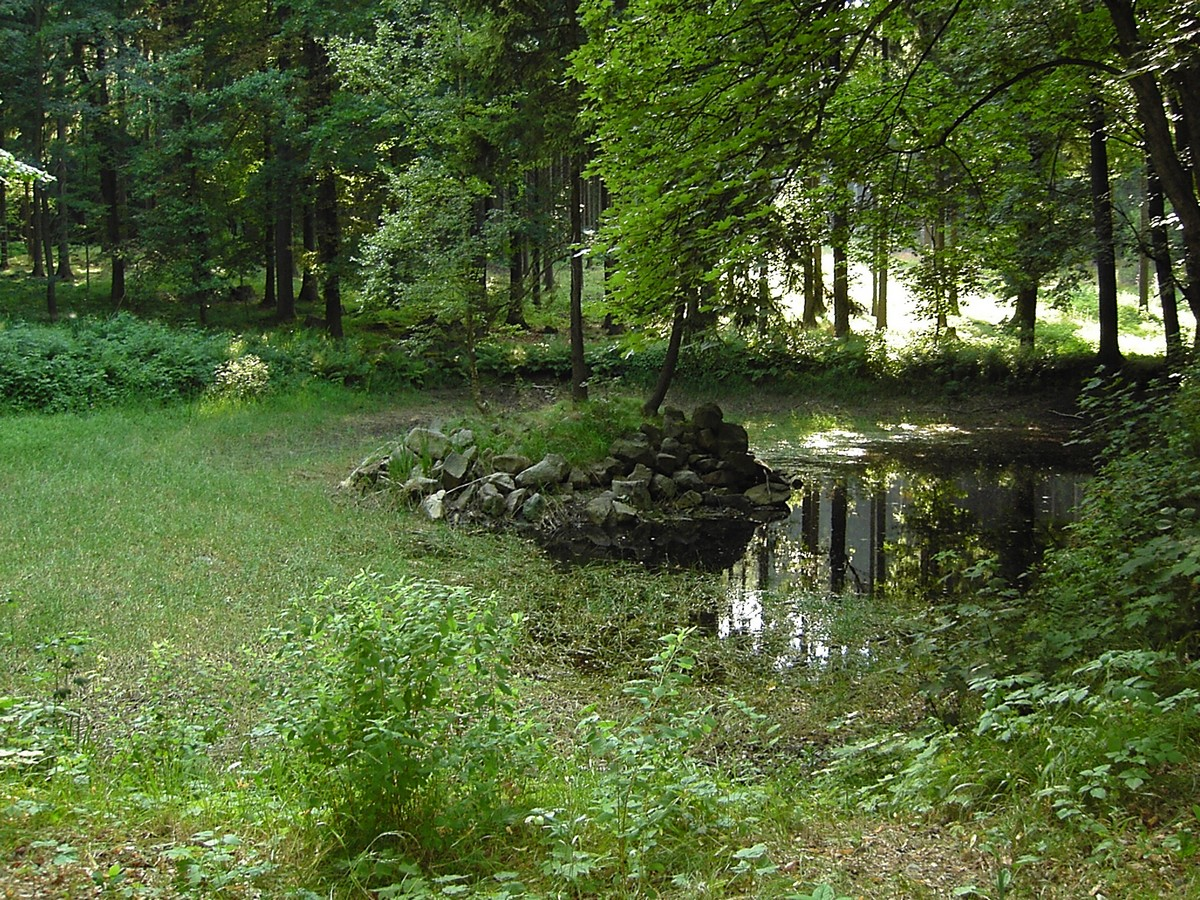
Liliový rybník (2006)
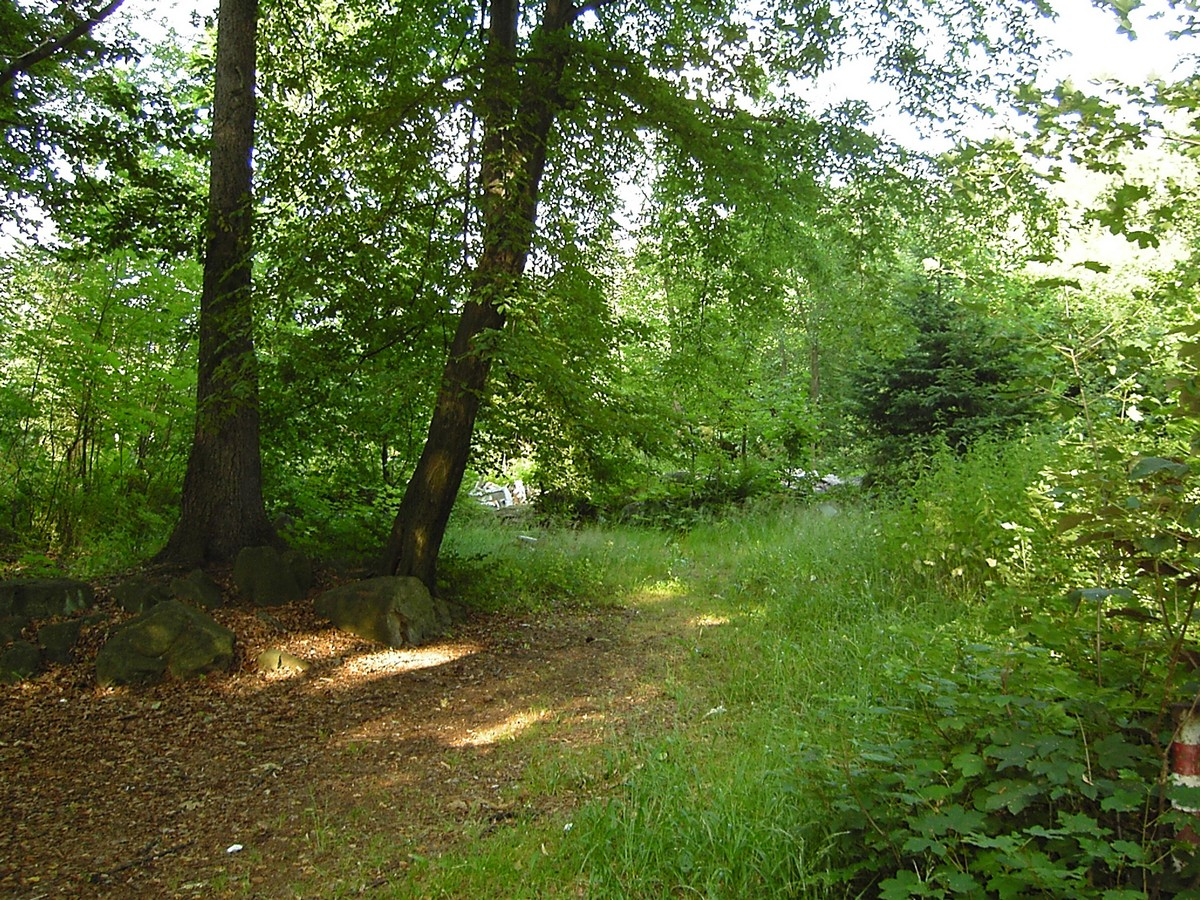
Ruiny hostince (2006)
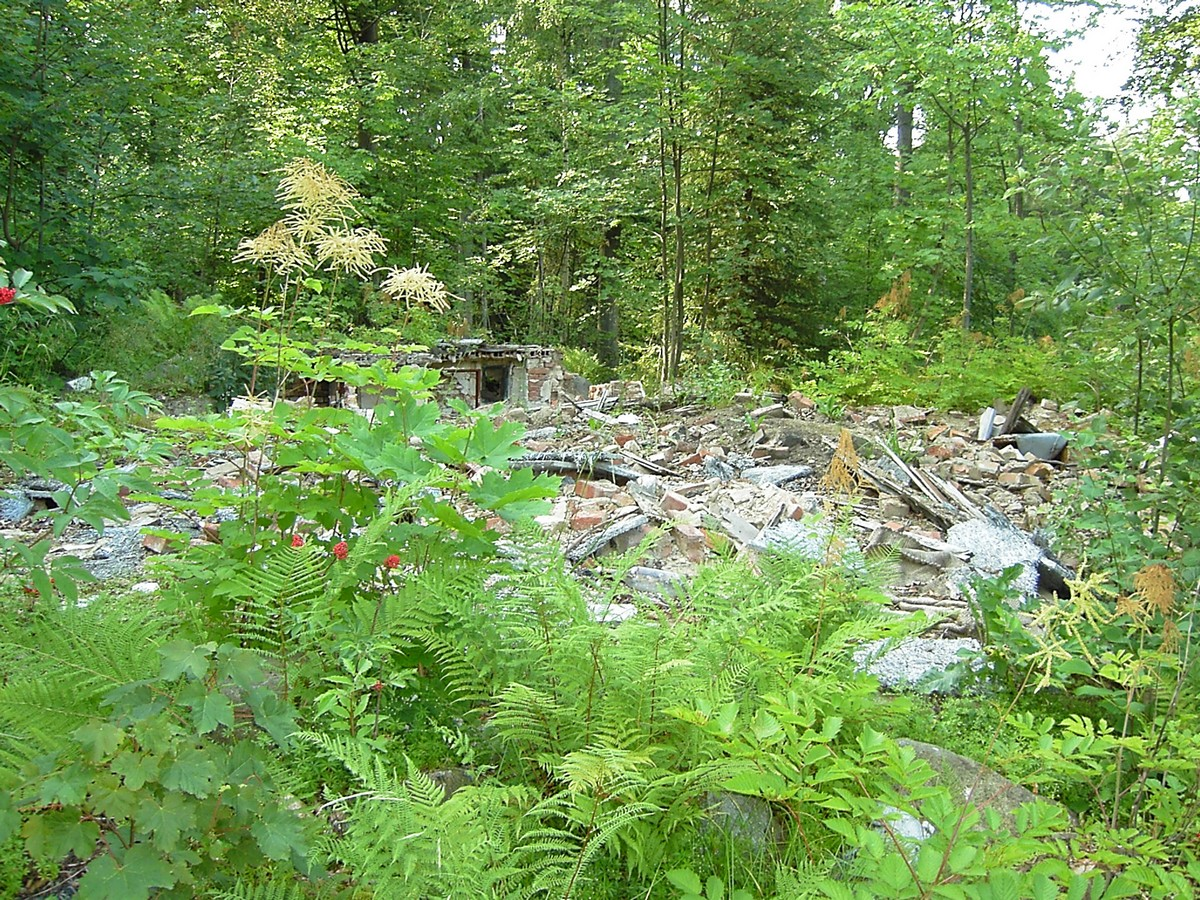
Ruiny hostince (2006)
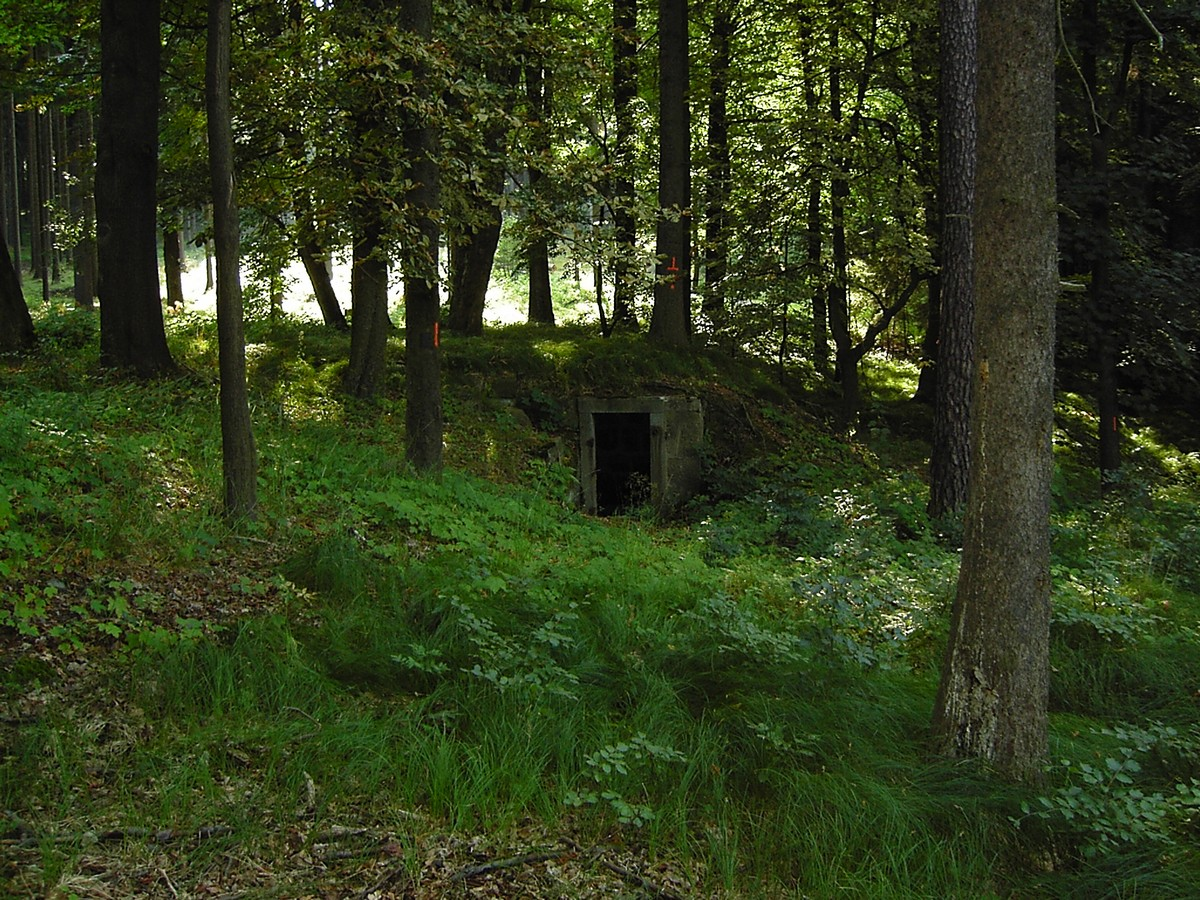
Sklep (2006)
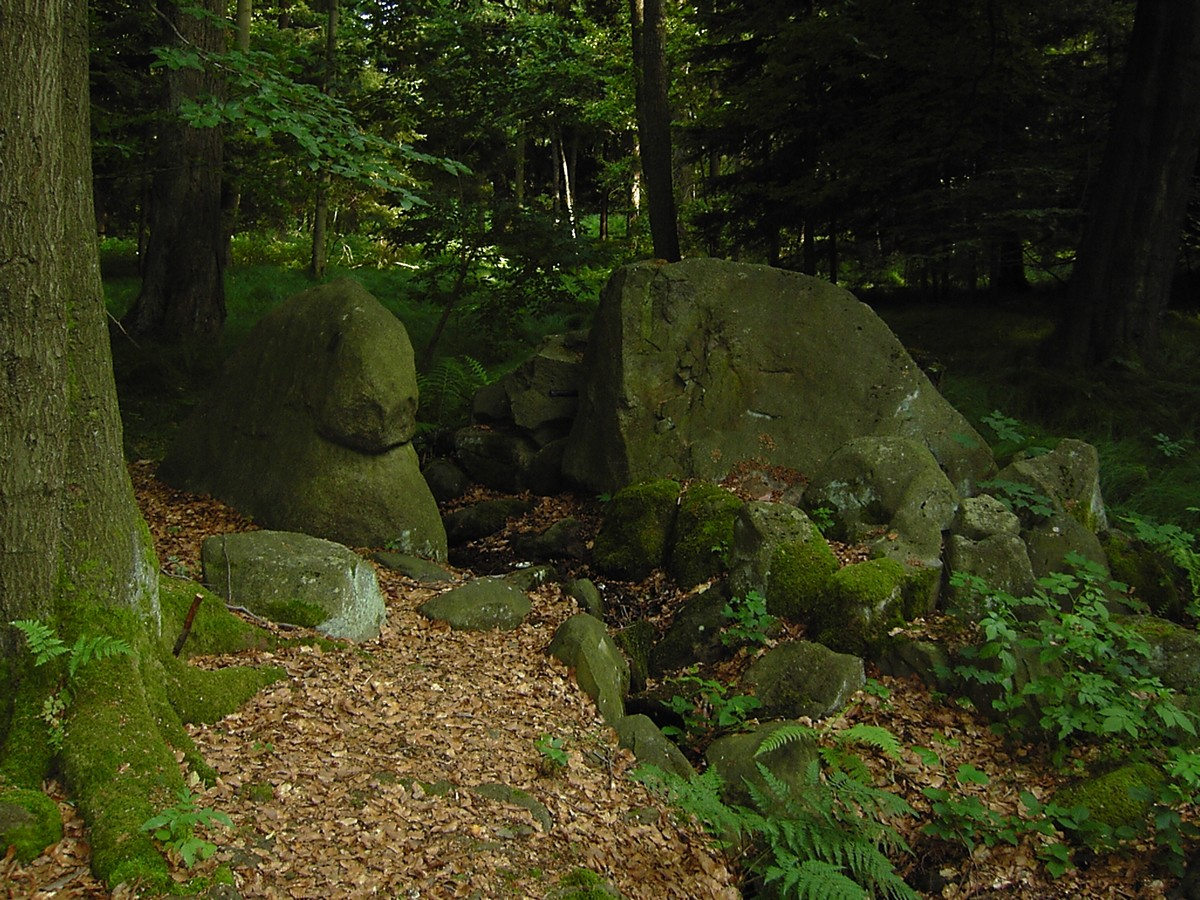
Liliový pramen (2006)
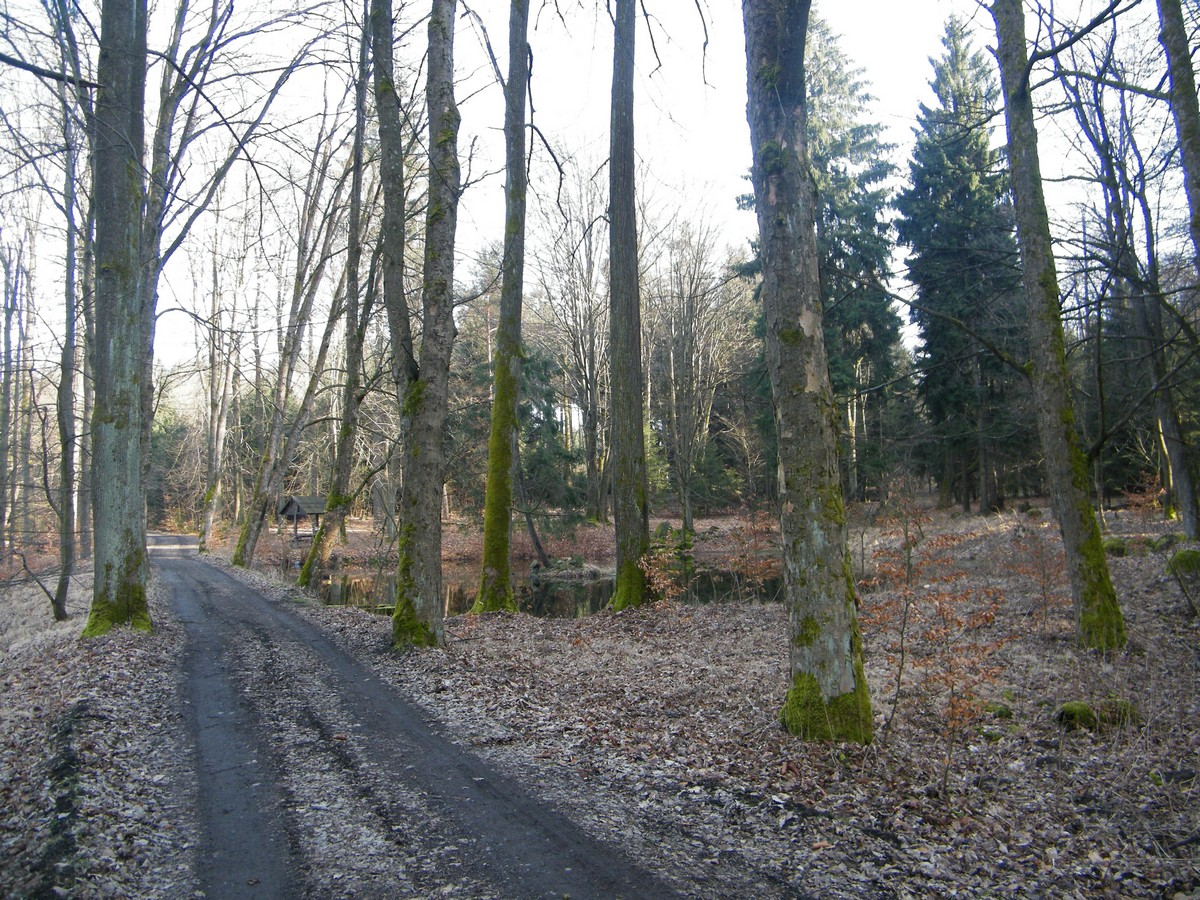
Liliový rybník (2016)
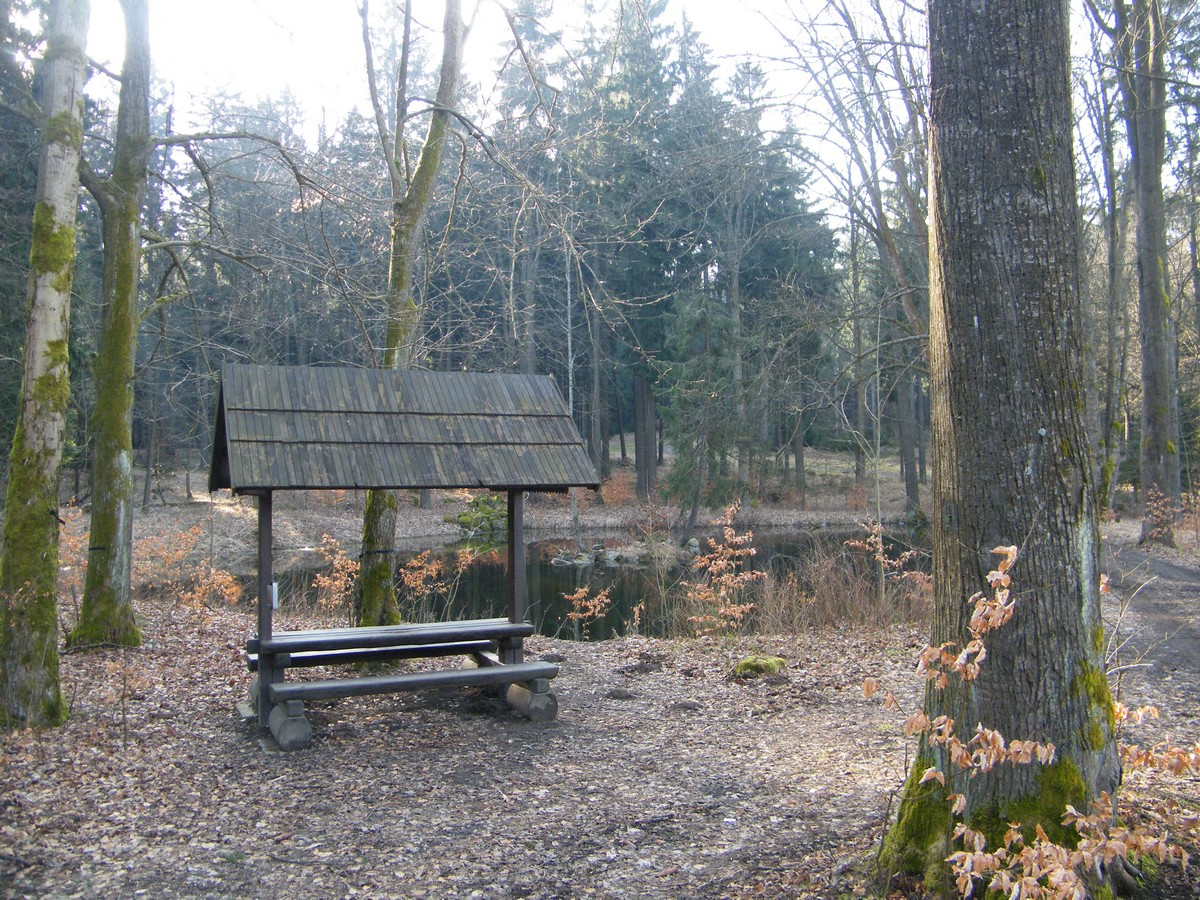
Liliový rybník (2016)
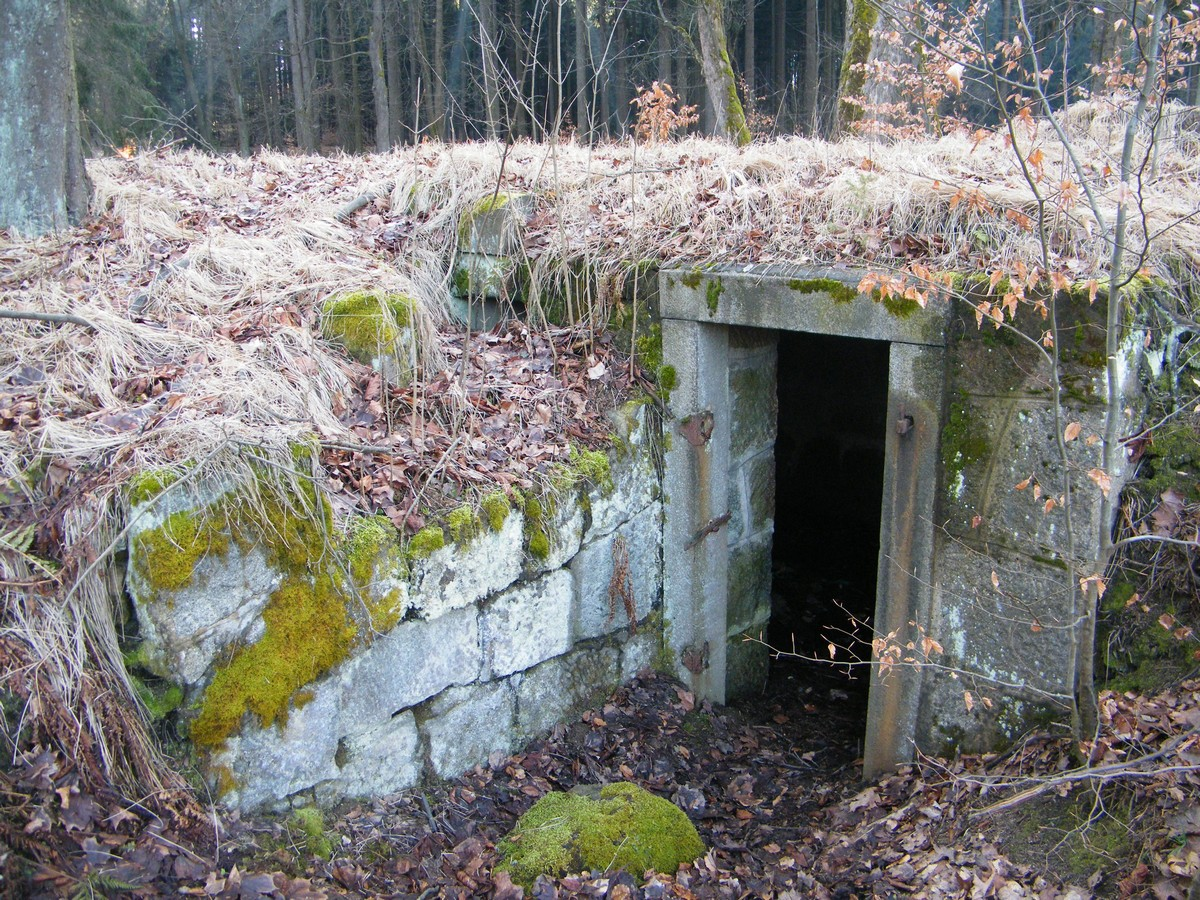
Sklep (2016)
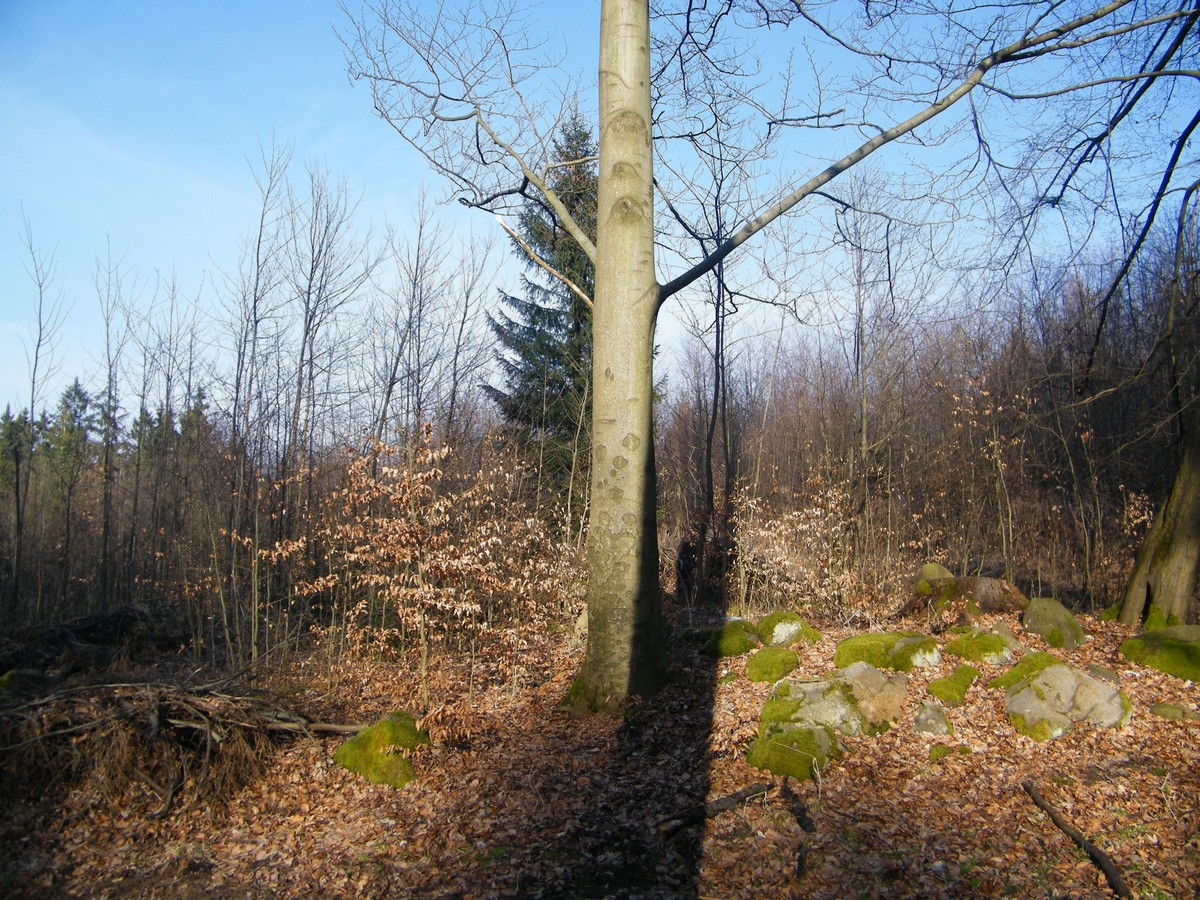
Ruiny hostince (2016)
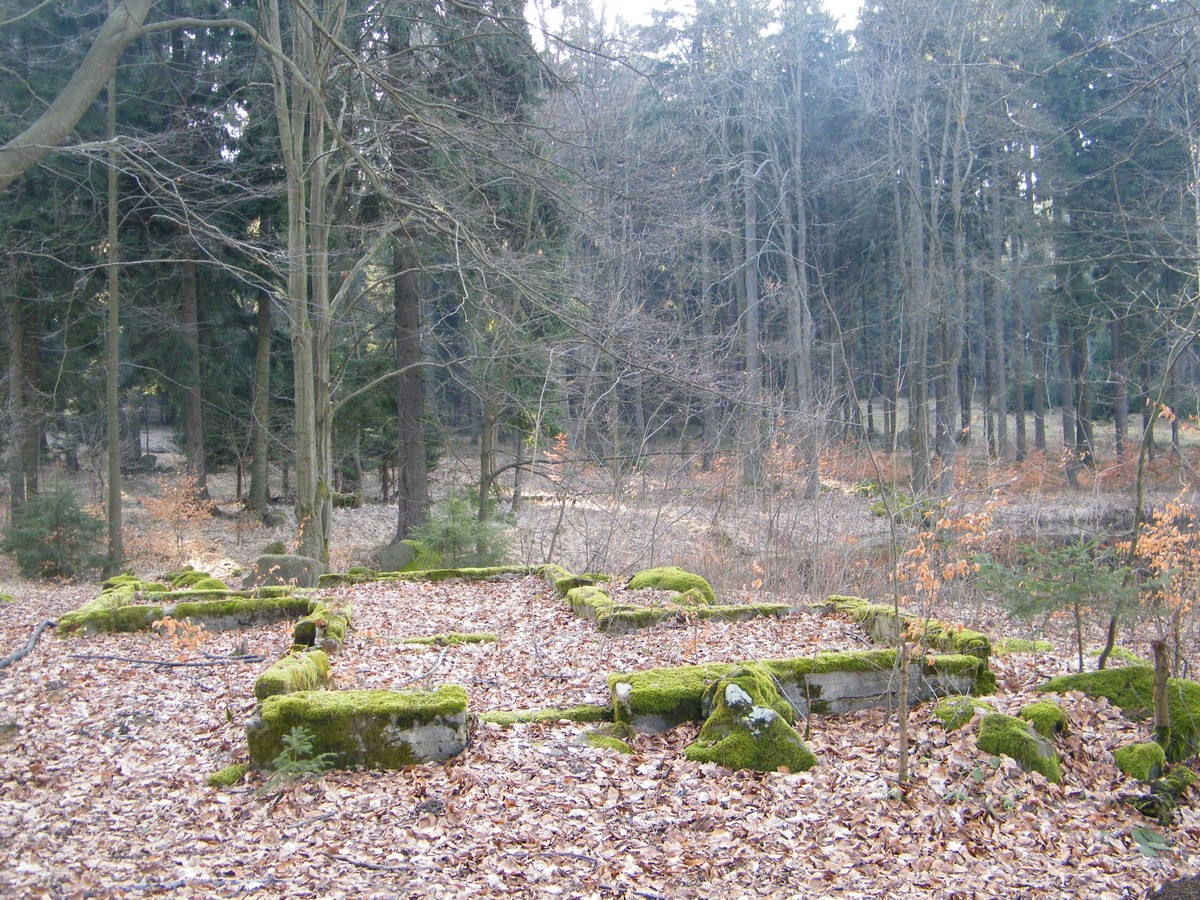
Ruiny hostince (2016)